# Diego Urdiales
Diego Urdiales Hernández (n. Arnedo, La Rioja; 31 de mayo de 1975) es un torero español.

## Biografía
Urdiales se formó en la escuela taurina de Arnedo desde los 11 años. Debutó ante el público el día de San José de 1988 en la plaza de toros de su ciudad, en la misma en la que meses más tarde, el 2 de octubre vestía de luces por vez primera. Debutó con picadores el 21 de marzo de 1992, también en la plaza de su pueblo. De ahí al año 1998 en el que ganó el premio Zapato de Oro, alternó temporadas con escasas apariciones y otras en torno a la veintena de festejos.
El 16 de agosto de ese mismo año tomó la alternativa en la plaza de toros de Dax de manos del maestro Paco Ojeda y siendo testigo Manuel Díaz "El Cordobés", con toros de Puerta Hermanos. Los siguientes años contó buenas actuaciones en su Rioja natal, sobre todo en el coso de La Manzanera, pero no logró aparecer en los carteles de las principales ferias.
Confirmó la alternativa en la plaza de Las Ventas, el 8 de julio de 2001, con una corrida de Guardiola Domínguez, teniendo como compañeros de terna a Frascuelo y Jesús Pérez El Madrileño. Recibió el primer trofeo del coso de La Ribera en un festejo junto a El Juli y Enrique Ponce el 21 de septiembre de 2001, con toros de José Luis Marca. El 21 de septiembre de 2007 torea el primer toro indultado en La Ribera, Molinito de la ganadería de Victorino Martín. Esto le abrió las puertas de algunas de las ferias más importantes del país, toreando en las ferias de Bilbao o San Sebastián, además de una buena actuación en la Feria de San Isidro el 13 de mayo de 2008, donde cortó una oreja a un toro de Carmen Segovia.
El 20 de marzo de 2010 inauguró la nueva plaza de toros de su ciudad, el Arnedo Arena, con toros de El Pilar, junto a José Tomás y Julio Aparicio, cortando tres orejas y saliendo a hombros. El 12 de  abril de 2010 debutó en la Maestranza de Sevilla, ante astados del Conde de La Maza, consiguiendo una vuelta al ruedo.
El 7 de octubre de 2018 cortó tres orejas y salió por la puerta grande de Las Ventas en una corrida con Octavio Chacón y David Mora con toros de Fuente Ymbro. También en 2016 y 2018 salió por la puerta grande en Vista Alegre en ambas ocasiones con toros de Alcurrucén. En octubre de 2021 cortó dos orejas en La Maestranza con toros de Domingo Hernández.